# Mikael Lustig
Mikael Lustig (Umeå, 13 de dezembro de 1986) é um futebolista sueco que atua como lateral direito. Joga pelo Gent (2019).

## Carreira
Está na seleção sueca desde 2008 . Ele fez parte do elenco da Seleção Sueca de Futebol da Eurocopa de 2016, Eurocopa de 2020 e da Copa do Mundo de 2018.